# NK Graničar Đurđevac
Nogometni klub Graničar Đurđevac hrvatski je nogometni klub iz Đurđevca.
U sezoni 2024./25. natječe se u 3. NL – Sjever.
Klupske boje 1932. bile su bijela i crvena.

## Vanjske poveznice
- Profil, HNS Semafor
- Županijski nogometni savez Virovitičko-podravske županije – Graničar Seniori